# Gelsemijum
Gelsemijum (lat. Gelsemium), biljni rod iz porodice Gelsemiaceae kojemu pripadaju tri priznate vrste vazdazelenih grmova iz južne Azije i Sjeverne Amerike.
Vrste ovog roda su grmaste penjačice, otrovne ali i ljekovite. Cvijet je žute boje kod svih vrsta. Zimzeleni žuti jasmin ili karolinski jasmin (Gelsemium sempervirens) porijeklom i tropske Amerike (Meksiko, Belize, Gvatemala) ima trubaste, žute, mirišljave cvjetove koji počinju cvasti već u zimi i cvatu cijelo proljeće. Sadržava strihninu sličan otrov gelsemin.
Otrov vrste G. elegans iz Kine i drugih djelova Azije može dovesti do zatajenja srca i smrti. Njezina otrovnost dokazana je nakon što ju je kao lijek počeo uzimati "otac" Sherlocka Holmesa, Arthur Conan Doyle, a po svoj prilici njime je ubijen i jedan ruski biznismen.

## Vrste
1. Gelsemium elegans (Gardner & Champ.) Benth.
2. Gelsemium rankinii Small
3. Gelsemium sempervirens (L.) J.St.-Hil.

- G. sempervirens
- G. rankinii
- G. elegans

## Vanjske poveznice
|  | Zajednički poslužitelj ima još gradiva o temi Gelsemium |
|  | Wikivrste imaju podatke o taksonu Gelsemium             |